# Pepe Dámaso
José Dámaso Trujillo (Agaete, 9 de diciembre de 1933), conocido popularmente como Pepe Dámaso, es un artista canario.

## Biografía
Sus estudios de dibujo y pintura comienzan en 1954 cursando estudios en la Escuela de Artes y Oficios Artísticos de Madrid y en 1955 ingresa en la Escuela Superior de Bellas Artes de Santa Isabel de Hungría, Sevilla.

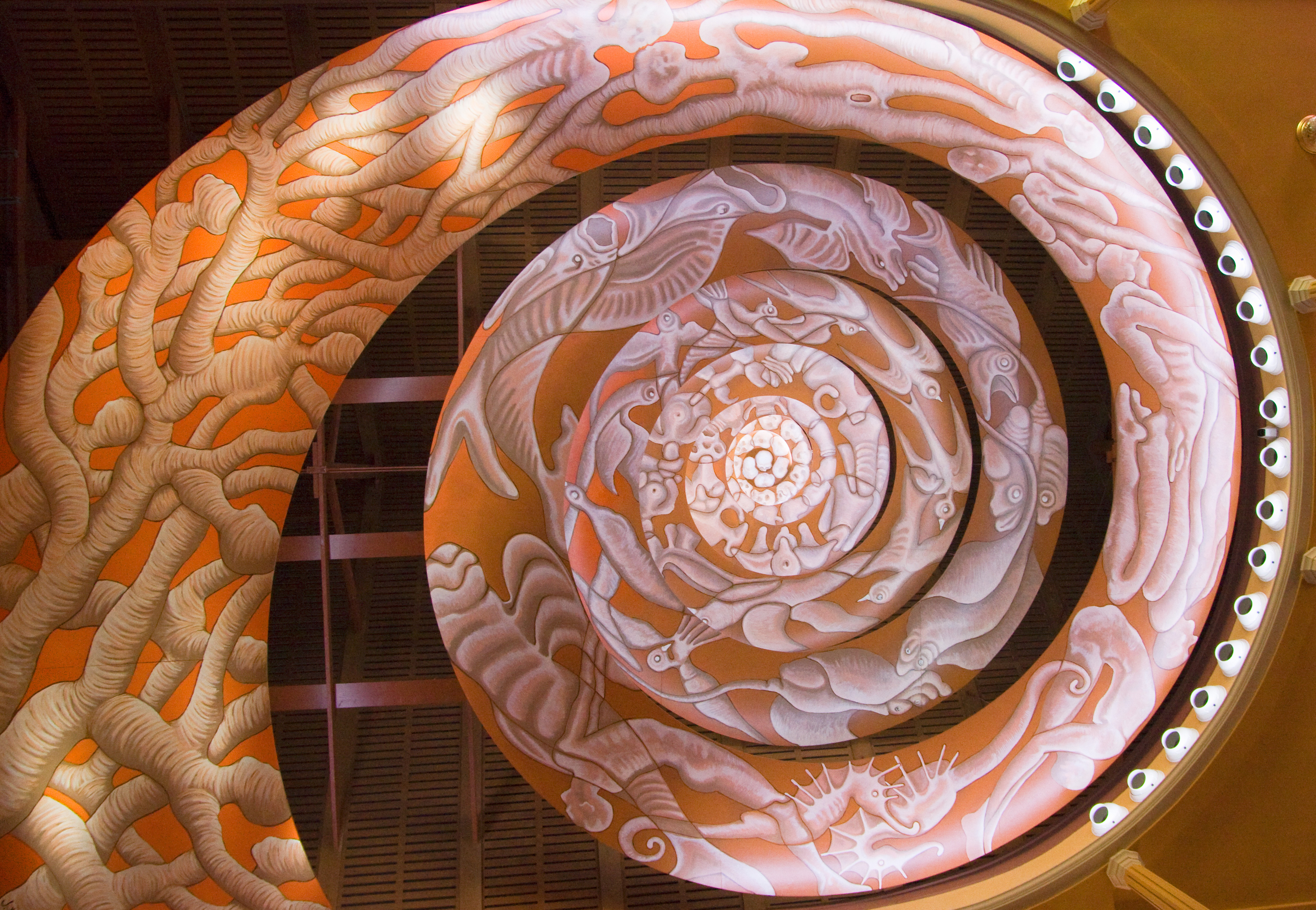
Obra “Revelora” del artista Pepe Dámaso, colocada en el techo del Teatro Consistorial de Gáldar. Una especie de caracola con símbolos que representan la cultura prehispánica.

Desde 1951 participa en exposiciones colectivas comenzando en Agaete y en Las Palmas de Gran Canaria, pero sus exposiciones individuales comienzan en los 1960 exponiendo en el Instituto de Estudios Hispánicos del Puerto de la Cruz (Tenerife). Y posteriormente en la Sala del Prado del Ateneo de Madrid y Exposición en la Henning Larsens Kunsthandel, Copenhague. En 1966 participa en el Primer Festival Internacional de Las Artes Negras, Dakar, Senegal y Exposición en la Modern Art Gallery, Las Palmas de Gran Canaria. Un año después 1967 expone en la Galería Seiquer de Madrid.
Durante los siguientes años continúa realizando más exposiciones, una de ellas en Homenaje a Óscar Domínguez, también expone en la Galería lolas Velasco de Madrid y participa en el I Bienal Internacional del Deporte en las Bellas Artes, Palacio del Buen Retiro, Madrid.
Llegados los 1970 expone en la Galería Ten de Barcelona, en el XXXV Bienal de Venecia, "Alcances 70" en Cádiz. Continuando con múltiples exposiciones en Madrid y Barcelona, llegando a participar en la II Exposición Internacional de Dibujo de Yugoslavia.
En 1974 funda e inaugura junto a César Manrique El Centro Polidimensional El Almacén en Lanzarote. Exponiendo ambos en la Galería de Arte El Aljibe. Colabora en el Museo Internacional de Arte Contemporáneo de Lanzarote (MIAC). Continúa con exposiciones a nivel internacional en la Casa de las Américas en La Habana (Cuba), Fundación Calouste Gulbenkian en Lisboa.
Los 1980 y los 1990 continúa compaginando las exposiciones tanto dentro como fuera del territorio español. En España principalmente centrándose en Canarias, Madrid (ARCO), Barcelona, Granada y Palma de Mallorca, e internacionalmente en París (Grand Palais), Nueva York (Teachers Collage Columbia University), en 1987 en Israel (Jerusalem Artist House).
En numerosas ocasiones ha participado en la Exposición Regional de Bellas Artes (posteriormente Bienal internacional del Gabinete Literario), en el Gabinete Literario de Las Palmas de Gran Canaria. En las ediciones: VII (año 1956), IX (año 1958), XXXIII (año 1980).
En 1992 fue director artístico del Pabellón de Canarias en la Expo 92 de Sevilla y en el 1993 expone en EE. UU. y Venezuela.
En 1994 realiza una Exposición Antológica en el Castillo de la Luz de Las Palmas de Gran Canaria. Es elegido para realizar y decorar el Aeropuerto de Gran Canaria con multitud de esculturas de Aves. Internacionalmente diseña y expone un stand en la World Travel Market de Londres, repitiendo en el 1995 junto con la ITB de Berlín. 
Llegado el siglo XXI, aumenta el ritmo de sus exposiciones aumentando en número 
Realiza el boceto para el cartel de Carnaval de Las Palmas de Gran Canaria. Es nombrado Hijo Predilecto por la Villa de Agaete. Presentación del Cartel del Carnaval de Maspalomas en Londres. Inauguración de La Plaza Pessoa, Santa Cruz de Tenerife. Exposición El Dedo de Dios, en Las Palmas de Gran Canaria. En 2003 presenta la Fundación Dámaso en el Estudio del pintor en Agaete. En 2004 se realiza la constitución de la Fundación Dámaso en el Parlamento de Canarias, realiza una exposición retrospectiva 50 Años de Arte Gráfico, en Santa Cruz de Tenerife y aporta bocetos para la escultura Ovillo y escenografías para el Carnaval de Las Palmas de Gran Canaria ambientado en África y siendo el pregonero. Un año después participa en Los Indianos, realizando el cartel y exposición de retratos en La Palma. En 2017 realiza el cartel de las fiestas del Carnaval de Santa Cruz de Tenerife. Dámaso fue pregonero y autor del cartel de las fiestas de agosto de 2021 de la Patrona de Canarias, la Virgen de Candelaria.

## Obra
Su obra parte de la cultura vernácula, la cual inspiró también a Néstor de la Torre, dando un estilo y una estética de la identidad canaria. Algunos de sus trabajos que muestran dicho estilo son por ejemplo "La Umbría", "La muerte puso huevos en la herida", "Sexo quemado", "Héroes del Atlántico", "Dragos y Teides" o "Juanita", entre otros.
Su obra se puede seguir apreciando en Galerías y Museos locales, nacional e internacionales. Muchas de sus obrar adornan actualmente distintas instituciones públicas de Canarias, ayuntamientos, cabildo y gobierno autonómico. Su obra quizás más vista sea la sala internacional de facturación del Aeropuerto de Gran Canaria.

## Premios, reconocimientos y distinciones
- Medalla de Oro en la 1ª Exposición de Arte Universitario en La Laguna, (Tenerife). (1957)
- Premio Canarias de Bellas Artes (1996)
- Premio "Magíster" de la Real Academia Canaria de Bellas Artes. (2009)
- Nombrado Académico en la RACBA. (2010)
- Hijo Adoptivo de Las Palmas de Gran Canaria.
- Doctor honoris causa de la ULPGC (2013)
- Premio Internacional Aglaya a la Cultura de Paz de la Fundación Artisophia. (2023)[7]